# Qumis, Iran
Saddarvazeh (Tiếng Ba Tư mới: صددروازه) hay còn được gọi là Hecatompylos (tiếng Hy Lạp cổ: Ἑκατόμπυλος) là một thành phố cổ không rõ nằm tại địa điểm chính xác nào và là thủ đô của vương triều Arcaces Parthia vào những năm 200 TCN. Tên gọi Hekatompylos mà người Hy Lạp dùng để chỉ thành phố có nghĩa là "một trăm cánh cổng" trong khi cái tên tiếng Ba Tư cũng có ý nghĩa tương tự. Tên gọi này vốn đã được sử dụng để chỉ những thành phố có nhiều hơn bốn cánh cổng ra vào truyền thống. Nó có thể được hiểu một cách tốt hơn là "nhiều cánh cổng". Hầu hết các học giả định vị nó tại Sahr -e Qumis, tại vùng Qumis, phía Tây Khorasan, Iran.
Alexander Đại đế đã dừng chân tại đây vào mùa hè năm 330 TCN và trở thành một phần của vương quốc Seleukos sau khi Alexander mất. Bộ lạc Parni đã chiếm đóng thành phố vào những năm quay quanh 238 TCN và đã định đô tại đây, qua đó, nó trở thành kinh đô đầu tiên của Đế quốc Parthia. Nó đã được đề cập như thành phố hoàng gia bởi một số học giả cổ điển bao gồm Strabo, Pliny và Ptolemy, mặc dù những người Parthia dường như đã sử dụng một số thành phố như là "kinh đô" của họ vào những thời điểm khác nhau
Ứớc tính, thành phố có diện tích 28 km2 (11 dặm vuông Anh) và vào thời đỉnh cao, thành phố có hàng chục nghìn dân.
Qumis đã bị phá hủy bởi một trận động đất vào năm 856 và nó có lẽ đã bị bỏ rơi sau đó. Di chỉ của thành phố cổ này bây giờ được gọi là Šahr-e Qumis (tiếng Ba Tư: شهر قومس) nằm giữa Semnan và Damqan tại tỉnh Semnan Đông.